# Zaljev Soline - otok Krk
Zaljev Soline - otok Krk este o arie protejată (sit de importanță comunitară — SCI) din Croația întinsă pe o suprafață de 11,46 ha, integral pe uscat.

## Localizare
Centrul sitului Zaljev Soline - otok Krk este situat la coordonatele 45°09′03″N 14°36′02″E / 45.150893°N 14.600526°E.

## Înființare
Situl Zaljev Soline - otok Krk a fost declarat sit de importanță comunitară în iulie 2013 pentru a proteja un număr necunoscut de specii din flora spontană și fauna sălbatică aflate în arealul zonei.

## Biodiversitate
Situată în ecoregiunea mediteraneană, aria protejată conține 1 habitat natural: Tufărișuri halofile mediteraneene și termo-atlantice (Sarcocornetea fruticosi).
La baza desemnării sitului se află un număr nedeclarat de specii protejate.